# Ägidiifriedhof

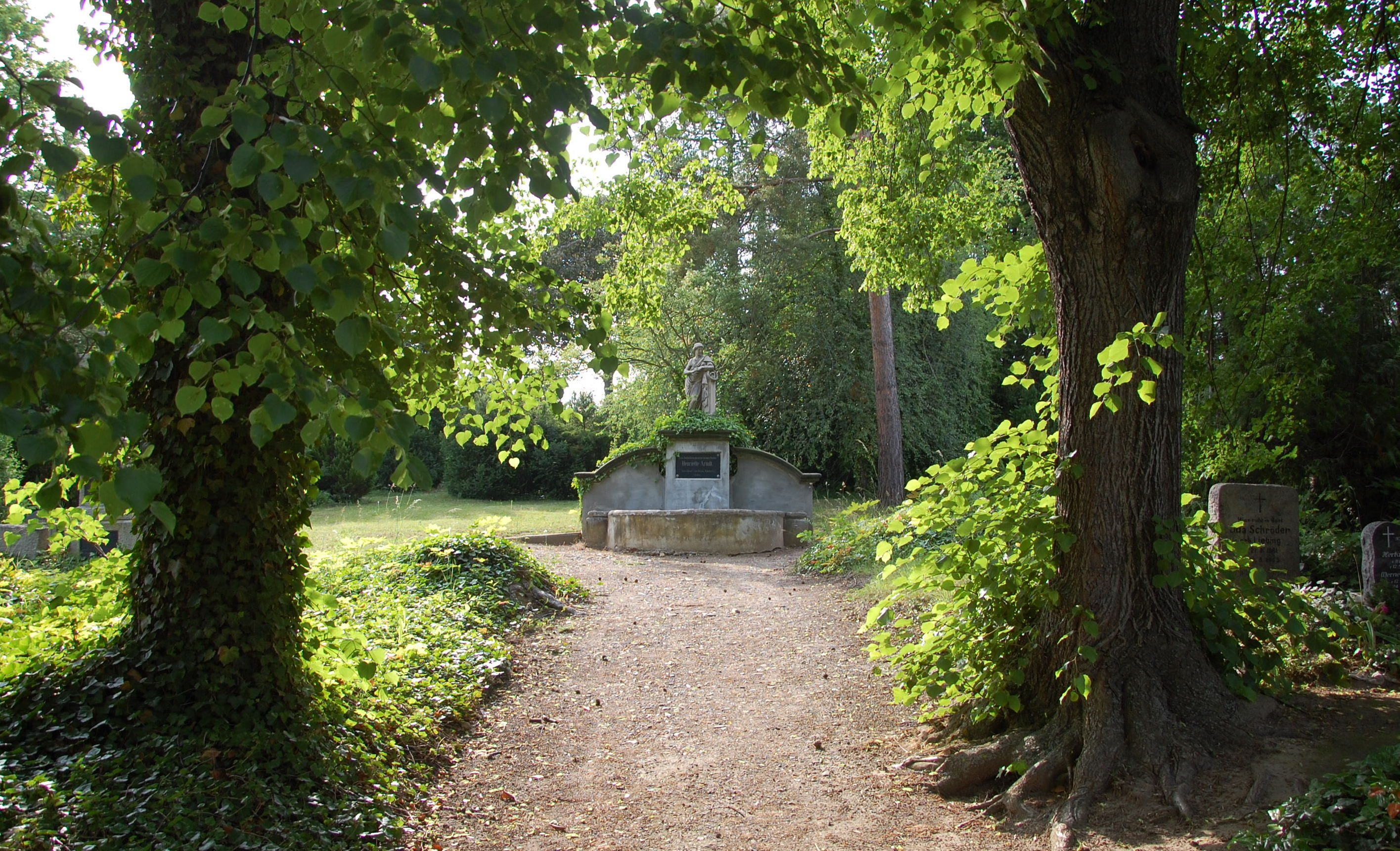
Blick entlang des Friedhofswegs

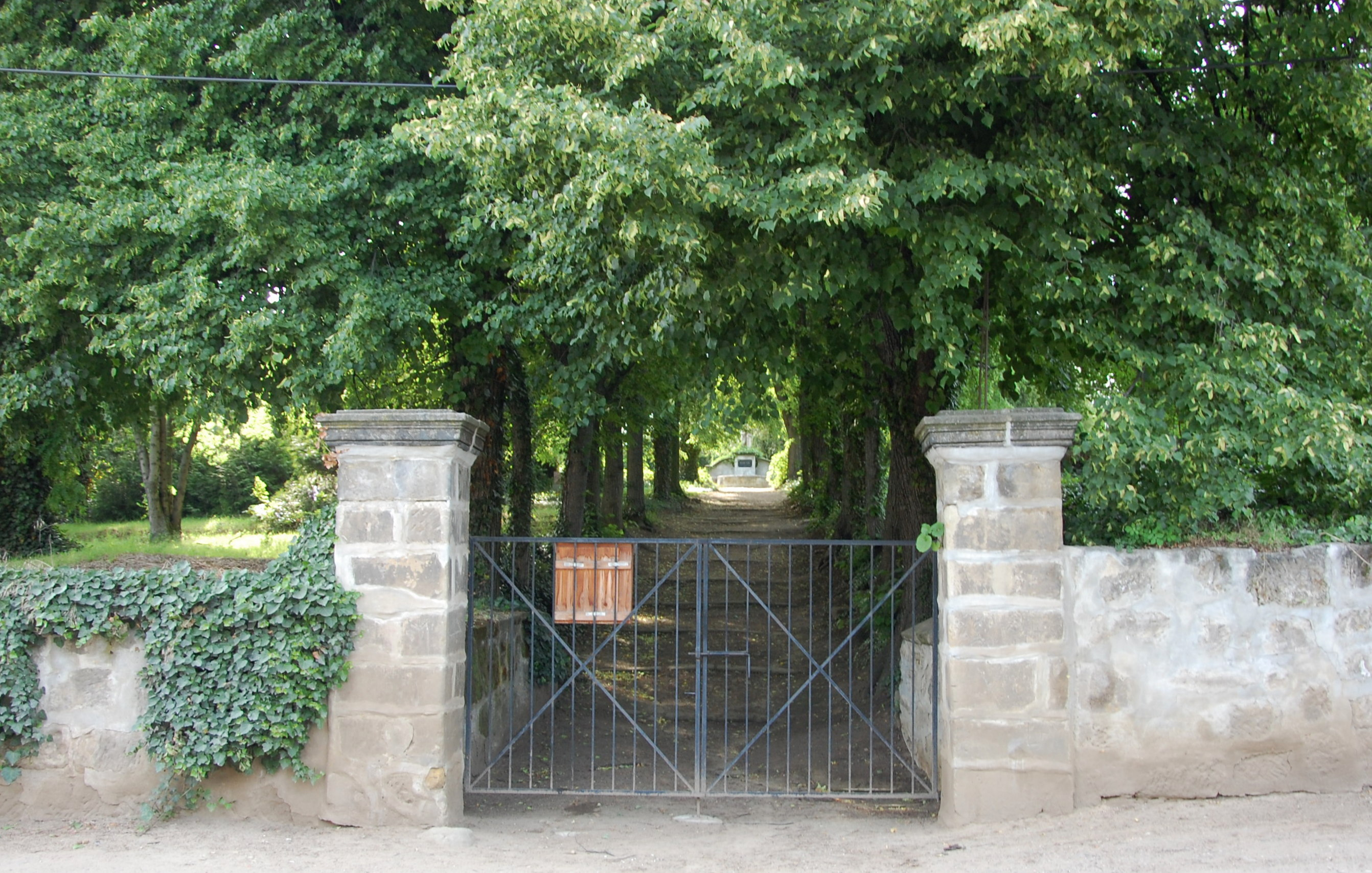
Friedhofstor am Ziegelhohlweg

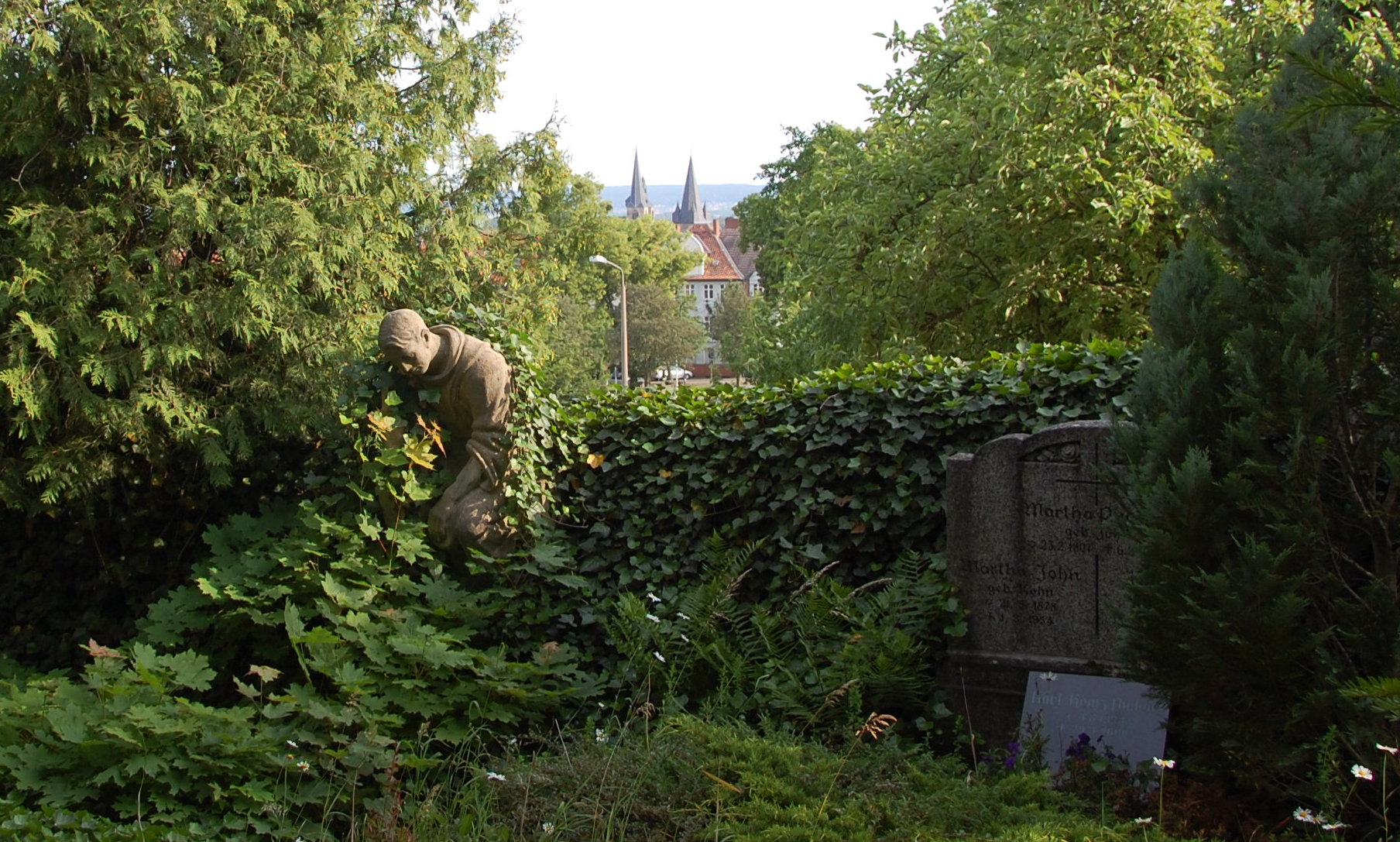
Blick zur Stadt

Der Ägidiifriedhof ist ein Friedhof in der Stadt Quedlinburg in Sachsen-Anhalt.

## Lage
Das Friedhofsgelände befindet sich nordwestlich der historischen Quedlinburger Altstadt, westlich des Ziegelhohlwegs. Der Friedhof ist im Quedlinburger Denkmalverzeichnis eingetragen.

## Architektur und Geschichte
Der Friedhof wurde in der Mitte des 19. Jahrhunderts als Ersatz für den Friedhof im Umfeld der Sankt-Ägidii-Kirche, der zu diesem Zeitpunkt aufgelassen worden war, angelegt.
Vom Haupteingang aus wurde ein sich nach Westen durch das Friedhofsgelände ziehender, von Linden gesäumter Weg angelegt. Später wurde als Blickpunkt ein als Brunnen ausgeführtes Gedächtnismal geschaffen. In weiten Teilen des Friedhofs sind die Gräber von Hecken eingefriedet. Diese gärtnerische Gestaltung geht auf das Ende des 19. Jahrhunderts zurück.
Umgeben ist der Friedhof von einer Sandsteinmauer, in der eine Toranlage mit gusseisernem Tor integriert ist.